# Девід Кан
Девід Кан (англ. David Kahn; 7 лютого 1930, Нью-Йорк — 23 січня 2024) — американський історик, письменник і криптограф, автор фундаментальної праці з історії криптографії «Зломщики кодів», консультант Конгресу США з питань криптографії.

## Біографія
Девід Кан народився в Нью-Йорку в родині емігрантів з Російської імперії. Родина матері, Флоренс Кан (до шлюбу Ебрахам, 1908—1989), була власником, а дід — президентом, скляної фабрики Harry Abraham Inc, заснованої в 1914 році в Брукліні. Батько — адвокат Джессі Кан (1903—2001).
Девід Кан навчався в Бакнельському університеті. Після випуску протягом декількох років він працював репортером у місцевій щоденній газеті англ. «Newsday». У 1960 році написав статтю для «Нью-Йорк Таймс» про двох перебіжчиків із Агентства національної безпеки. Ця стаття послужила початком його монументальної праці «Зломщики кодів».
Книга Кана «Зломщики кодів», що вийшла в 1967 році, хоча й не містила нових відкриттів, але детально описувала існуючі на той момент результати в області криптографії, включала великий історичний матеріал, у тому числі успішні випадки використання криптоаналізу, а також деякі відомості, які уряд США вважав все ще секретними. Книга мала помітний комерційний успіх і познайомила з криптографією десятки тисяч людей. З цього моменту у відкритій пресі поступово стали з'являтися інші роботи з криптографії.
Кан говорив, що він почав цікавитися криптографією після прочитання книги Флетчера Претт англ. «Secret and Urgent» про коди, шифри і криптографію в дитинстві. Він є членом Американського співтовариства криптологів, Міжнародної асоціації Криптологічних досліджень і Американського історичної спільноти.
Також автор займався дослідженням німецької військової розвідки за часів Другої світової війни. Для цього він вивчив німецьку, відвідав військові архіви й за рік досліджував і провів переговори більш, ніж з сотнею фахівців в Німеччині. Після цього він став старшим науковим співробітником в Оксфордському університеті, де використав результати досліджень для своєї дисертації, і в 1974 році захистив ступінь доктора філософії в сучасній історії Німеччини, під керівництвом професора сучасної історії Хью Тревор-Ропера. Книга англ. «Hitler's Spies» була опублікована в 1978.
26 жовтня 2010 року Девід Кан пожертвував Національному Музею криптології свою колекцію книг і матеріалів з криптології. Колекція розміщена в бібліотеці музею в Форт-Міді в Меріленді і є незворотня (предмети не можуть бути вилучені, або віддані під заставу, але фотографування і фотокопіювання експонатів дозволено).
Кан живе в передмісті Нью-Йорка Great Neck в Лонг-Айленді. Раніше він проживав у Вашингтоні (США), Парижі (Франція), Фрайбурзі (Німеччина) й Оксфорді (Англія).

## Творчість
Головним твором Девіда Кана є книга «Зломщик кодів». В книзі детально описано історію криптографії з часів Стародавнього Єгипту до часу свого написання. Вона часто розцінюється як найкращий виклад історії криптографії до моменту своєї публікації. Велика частка правок, перекладу з німецької та конфіденційної інформації була внесена американським криптографом Бредфордом Харді англ. III Bradford Hardie III. Вільям Кровелл англ. William Crowell, колишній заступник директора Агентства національної безпеки в інтерв'ю газети Newsday сказав:
|  | До нього (Кана) краще, що ви могли зробити - це купити довідник, який зазвичай дуже технічний і жахливо нудний. |

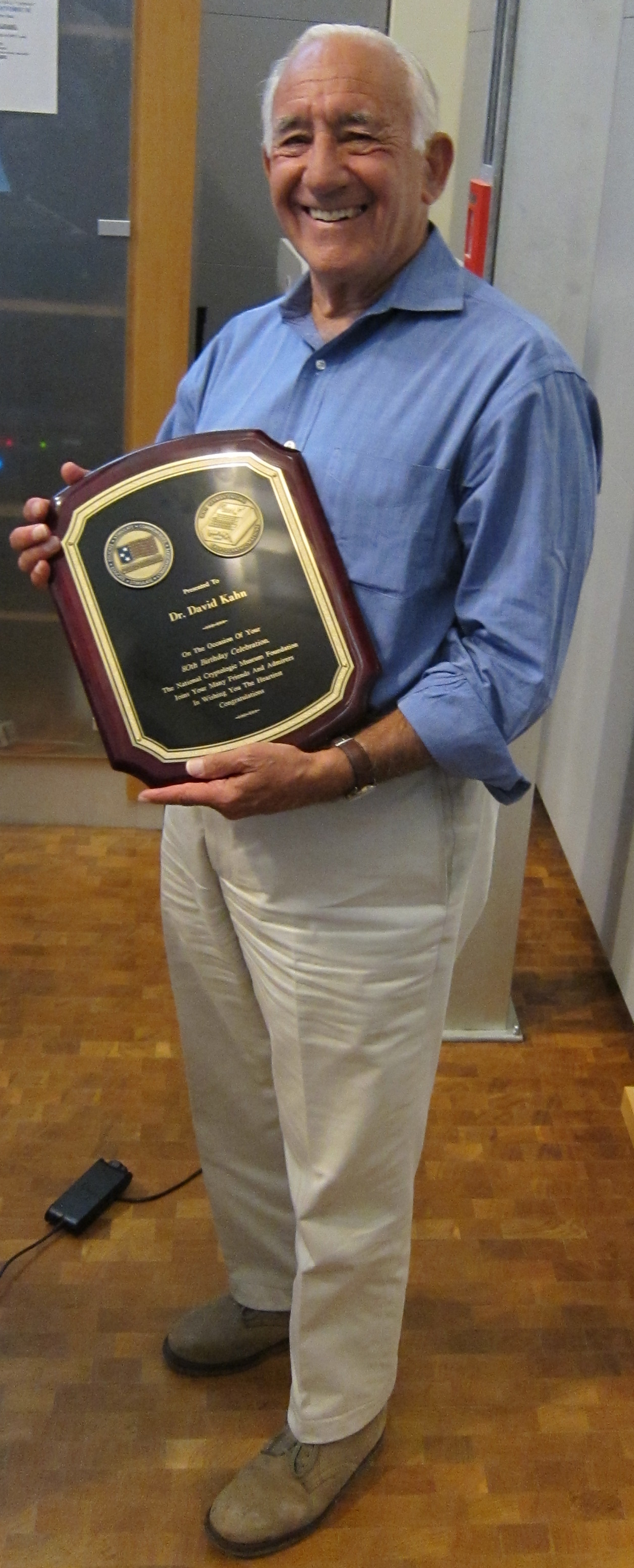
Девід Кан з грамотою від Національного музею криптографії, присвяченою 80-річчю письменника. 2010 рік

Кан, який працював тоді редактором англ. «International Herald Tribune» в Парижі, отримав контракт на написання книги про коди і криптографії в 1961 році. Почавши писати її у вільний час, через 2 роки він покинув роботу, щоб присвятити книзі все свій час. Вона включала в себе інформацію про Агентство національної безпеки, і, за свідченням книги Джеймса Бемфорда англ. James Bamford «The Puzzle Palace: a Report on America's Most Secret Agency», Агентство намагалося запобігти її публікаці, використовуючи різні способи, в тому числі і негативні відгуки про робіти Кана, щоб зганьбити його.
Рада Розвідки Сполучених Штатів Америки зробив висновок, що книга була «цінною підтримкою для іноземних органів комунікаційної безпеки» і рекомендувала «продовжувати легальні стримуючі дії, щоб перешкодити Кану, або його можливим видавцям». Видавець, а саме, «Macmillan Publishers», передав рукопис федеральному уряду для перевірки без дозволу Кана 4 березня 1966 року. Кан і видавництво потім погодилися видалити деякий матеріал, в тому числі і частину, що стосується взаємин між Агентством Національної Безпеки і його англійським суперником, Центром урядового зв'язку.
У книзі «Зломщики кодів» не висвітлена велика частина історії, пов'язаної зі зломом німецької Енігми (так як це стало суспільним надбанням тільки в 70-х, втім, це знайшло докладний опис в книзі «Seizing the Enigma»), як і прихід епохи сильної суспільної криптографії, що почалася з винаходом криптосистеми з відкритим ключем і визначенням DES в середині 70-х.
Книга була перевидана в 1996 році й включила в себе главу, в якій коротко описано події, що минули з моменту першої публікації. Планується її ґрунтовне доопрацювання з подальшим виданням в паперовій палітурці.
«Зломщики кодів» стали фіналістом в номінації Пулітцерівської премії «за нехудожню літературу» в 1968. Про книгу письменник сказав:
|  | Безліч людських потреб і бажань, які потребують збереження таємниці між двома або більшою кількістю людей у звичайному суспільному життя, неминуче повинні привести до криптології, поки люди розвиваються і пишуть («Зломщики кодів»). |

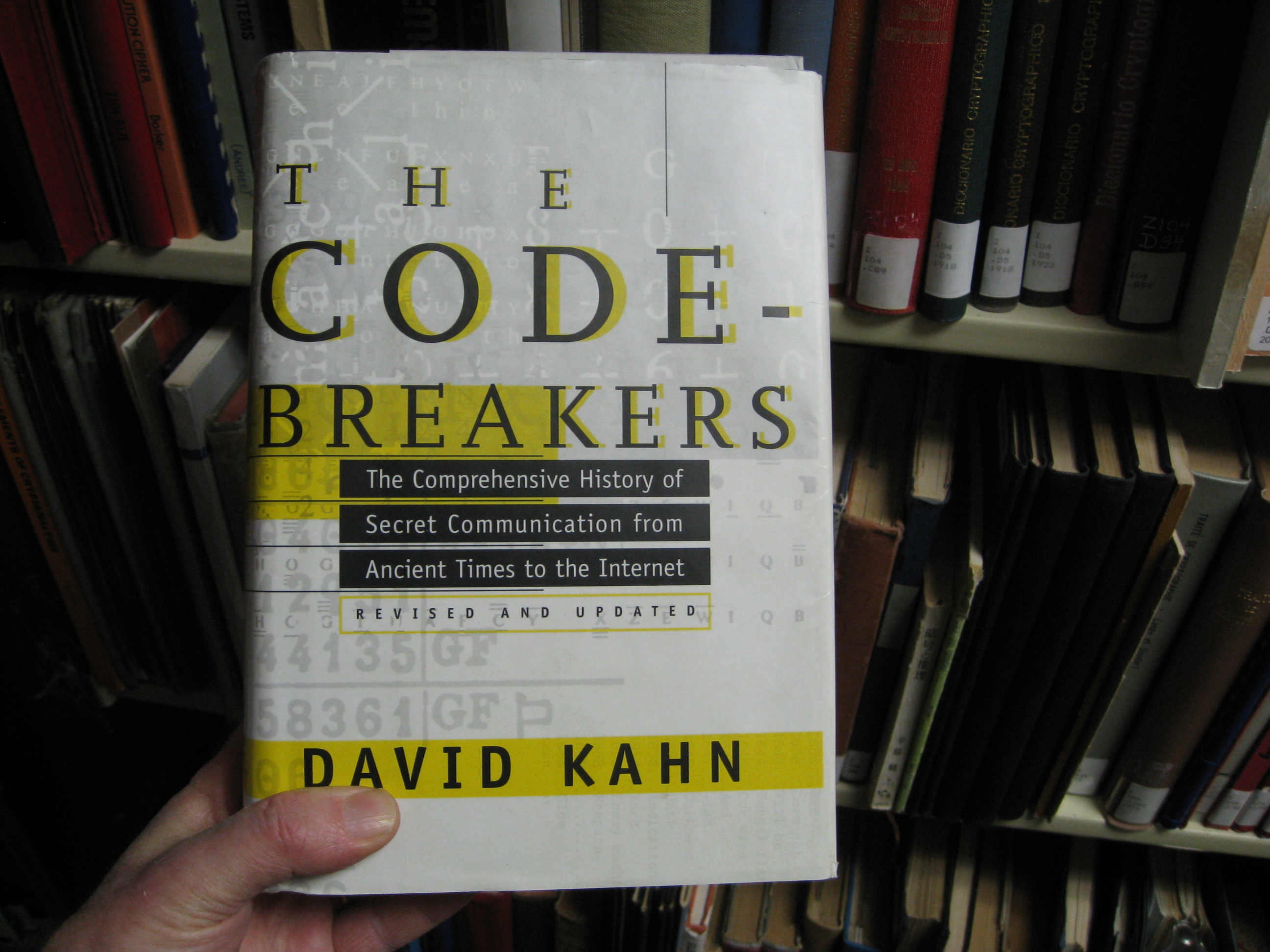
Титул книги «Зломщики кодів»

Після декількох років викладання журналістики в Нью-Йоркському університеті Кан повернувся в «Newsday», як редактор сторінок публіцистики. У 1991 була написана «Seizing the Enigma», в якій розповідається про те, як Королівський військово-морський флот Великої Британії захопив документи з німецьких метеорологічних кораблів, щоб дозволити британським криптоаналітикам прочитати перехоплені шифрограми і допомогти виграти Битву за Атлантику. Незважаючи на минулі розбіжності, пов'язані з книгою «Зломщики кодів», в 1995 Кан став науковим співробітником в Агентстві національної безпеки, де він написав біографію засновника американської криптографії, Герберта Ярдлі англ. Herbert O. Yardley — «The Reader of Gentlemen's Mail» . Хоча АНБ і розсекретило свої документи про нього, цих технічних і адміністративних паперів було недостатньо для біографії, тому Кан особисто відвідав рідне місто Ярдлі в Індіані, і Лос-Анджелес, де він писав кіносценарії, щоб знайти документи, що розкривають Герберта Ярдлі, як особистість. У 1998 році Кан пішов з «Newsday». Він продовжує писати статті на політичну і військову тематики, і в даний момент (2011) працює над Однотомним дослідженням американської розвідки під час Другої світової війни.

## Особисте життя
Кан — один із засновників американського журналу «Cryptologia». У 1969 році одружився з Сюзанною Філдер (зараз в розлученні). У них двоє дітей: Олівер і Майкл.

## Публікації
- Plaintext in the new unabridged: An examination of the definitions on cryptology in Webster's Third New International Dictionary (Crypto Press 1963)
- The Codebreakers — The Story of Secret Writing (ISBN 978-0-684-83130-5) (1967)
- The Codebreakers — The Story of Secret Writing Revised edition (ISBN 978-0-684-83130-9) (1996)
- Cryptology goes Public (Council on Foreign Relations 1979)
- Notes & correspondence on the origin of polyalphabetic substitution (1980)
- Codebreaking in World Wars I and II: The major successes and failures, their causes and their effects (Cambridge University Press 1980)
- Kahn on Codes: Secrets of the New Cryptology (Macmillan 1984) (ISBN 978-0-02-560640-1)
- Cryptology: Machines, History and Methods by Cipher Deavours and David Kahn (Artech House 1989) (ISBN 978-0-89006-399-6)
- Seizing the Enigma: The Race to Break the German U-Boats Codes, 1939—1943 (Houghton Mifflin 1991) (ISBN 978-0-395-42739-2)
- Hitler's Spies: German Military Intelligence in World War II (Da Capo Press 2000) (ISBN 978-0-306-80949-1)
- The Reader of Gentlemen's Mail: Herbert O. Yardley and the Birth of American Codebreaking (Yale University Press 2004) (ISBN 978-0-300-09846-4)